# Shotel Etíope
Una Shotel (en Amárico/Tigriña: ሽቶል o también escrito como ሽተል) es una espada curva originaria de Etiopía y Eritrea. La curvatura de la hoja difiere del persa shamshir, adoptando una forma casi semicircular. La hoja es plana y de doble filo con una sección transversal con forma de diamante. La hoja tiene una longitud total de aproximadamente 100 cm y la empuñadura es una pieza de madera simple sin protección. Una shotel se llevaba en una vaina de cuero ceñida.

## Historia
La evidencia del shotel data de los primeros damotianos (damitas) y axumitas o el reino de Medri Bahri, utilizado tanto por guerreros montados como desmontados. Después de la restauración salomónica de Atse Yikuno Amlak I y Bahri negus, los emperadores resurgentes comenzaron a restablecer los ejércitos de Medri Bahri y Axum. Esto culminó con el reinado de Amda Seyon I. Las fuerzas de Eritrea y del norte de Etiopía estaban armadas con espadas cortas y largas como el seif (saif) y la gorade. Los espadachines shotel conocidos como shotelai o hanetay y organizados en Axurarat Shotelai formaban una de las fuerzas de élite de la hueste imperial de Amda Seyon. Junto con la caballería Hareb Gonda y Korem, se decía que los arqueros Keste Nihb y los lanceros Axuarat Axuarai eran las fuerzas que Volaban por el aire como el Águila y giraban en el suelo como la Avalancha, según un historiador contemporáneo. Las técnicas de Shotel, entre otras, incluían ataques de gancho contra oponentes montados y desmontados que tenían un efecto devastador, especialmente contra la Caballería montada. El shotel podría usarse para enganchar y arrancar al guerrero del caballo. Clásicamente, el shotel se empleaba desmontado para enganchar al oponente al alcanzar un escudo o cualquier otro implemento o arma defensiva.

## Diseño

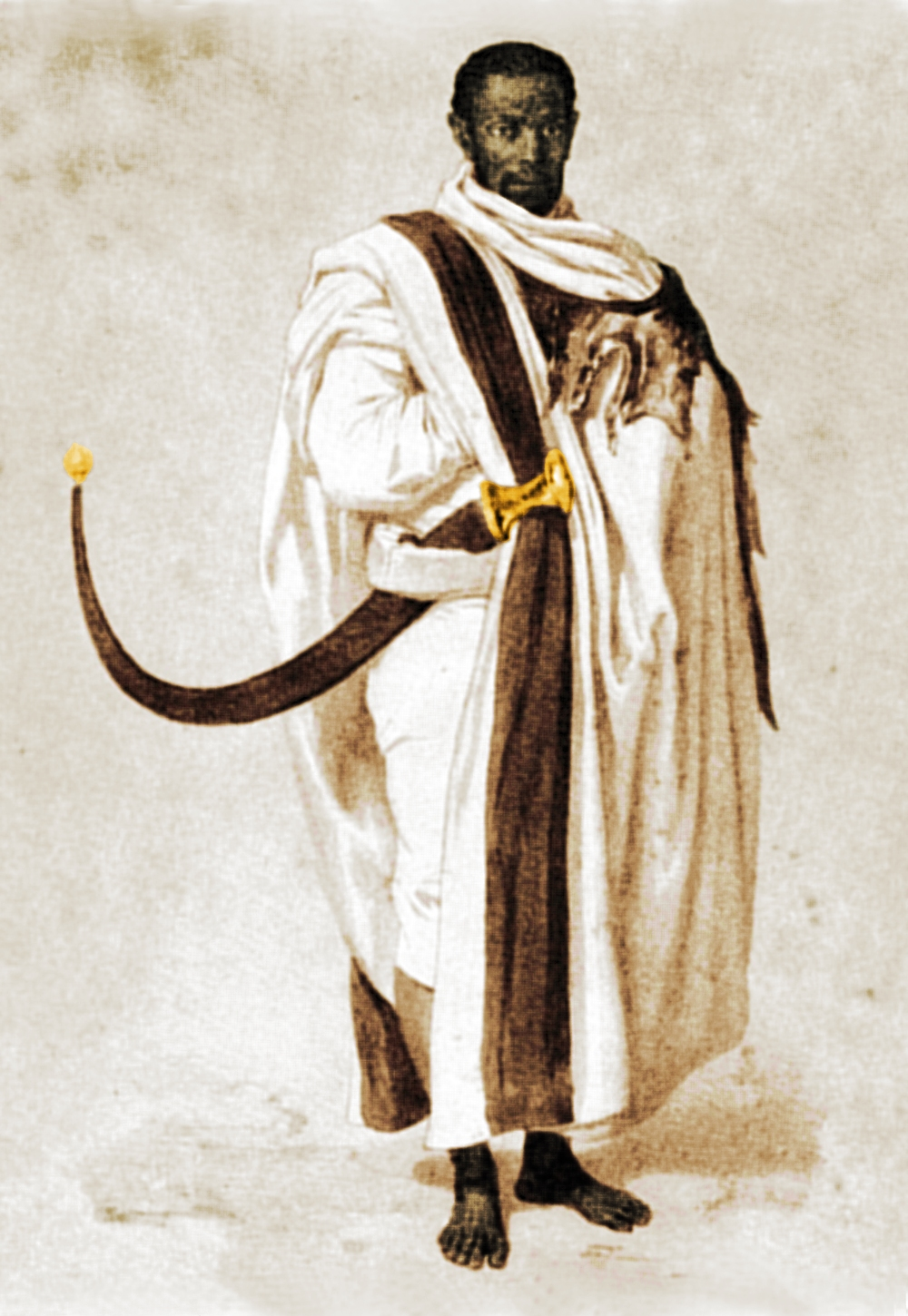
Un Noble Tigre cargando un Shotel.

Su forma es similar a una gran hoz y se puede usar de manera efectiva para rodear el escudo de un oponente y apuñalarlo en áreas vitales, como los riñones o los pulmones. Se parece mucho al Afar Gile. El Gile tiene dos bordes cortantes, mientras que el borde superior del shotel no está afilado y a veces, se usa contra el escudo del espadachín para fortalecerlo. El shotel y otras espadas de Eritrea y el norte de Etiopía se denominan colectivamente en Ge'ez como Han'e.
Sin embargo, el visitante europeo de mediados del siglo XVIII en Eritrea y el norte de Etiopía, Remedius Prutky a menudo usaba la palabra shotel para describir un cuchillo para trinchar.